# Judenverfolgungen zur Zeit des Schwarzen Todes

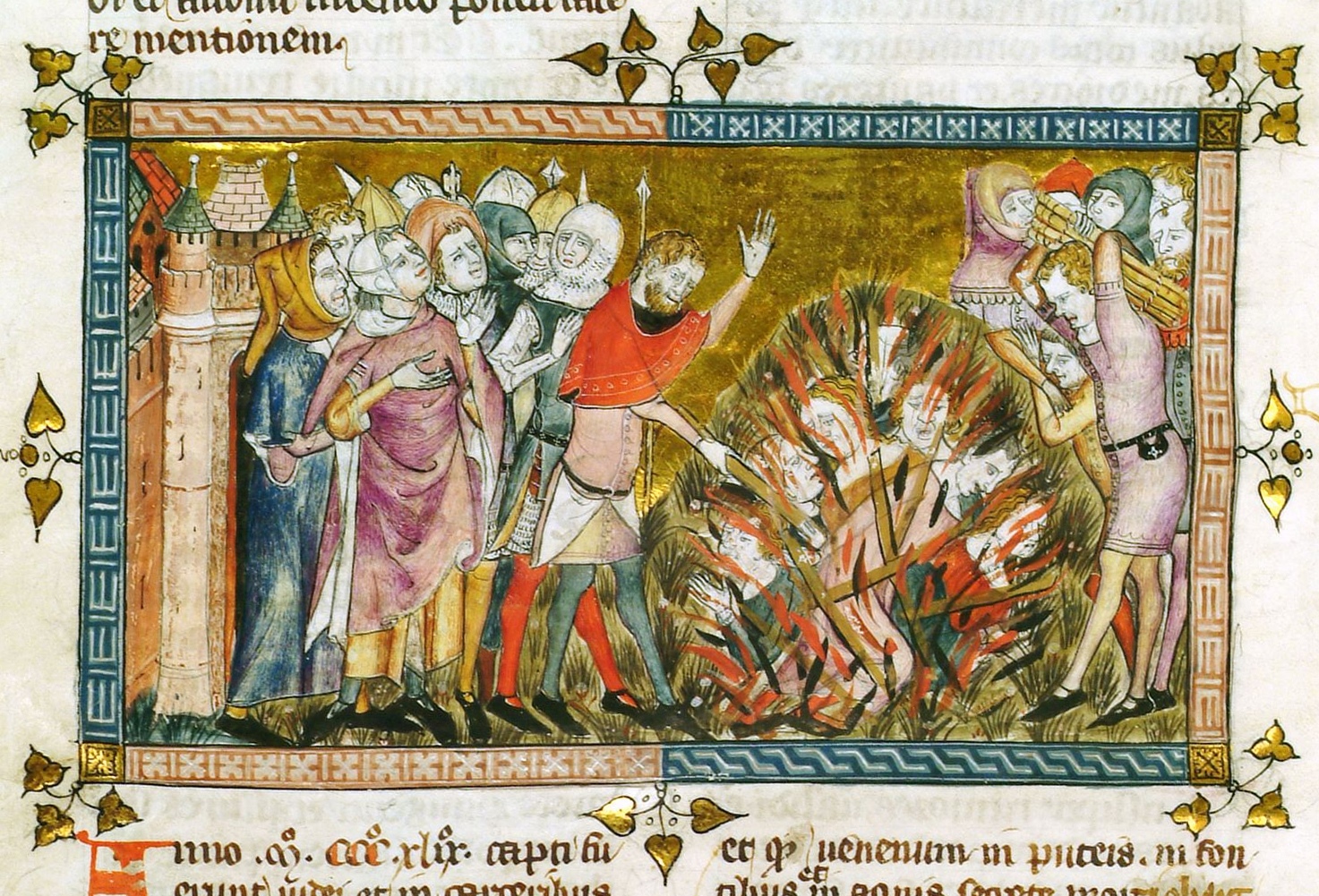
Die Massenszene Verbrennung der Juden bei lebendigem Leib vor den Mauern der Stadt (Miniatur von Pierart dou Tielt in der flandrischen Chronik Antiquitates Flandriae oder Tractatus quartus des Benediktinerabtes Gilles Li Muisis vom Kloster S. Martin in Tournai, um 1353 – Königliche Bibliothek Belgiens).

Die Judenverfolgungen zur Zeit des Schwarzen Todes, auch als Pestpogrome bezeichnet, sind Ausschreitungen, die in den Jahren 1348 bis 1351 in vielen mitteleuropäischen Städten im Zusammenhang mit der damaligen Pestepidemie geschahen. Auffällig ist, dass einige der Pogrome stattfanden, bevor die Pest die jeweiligen Orte erreicht hatte.

## Auslöser

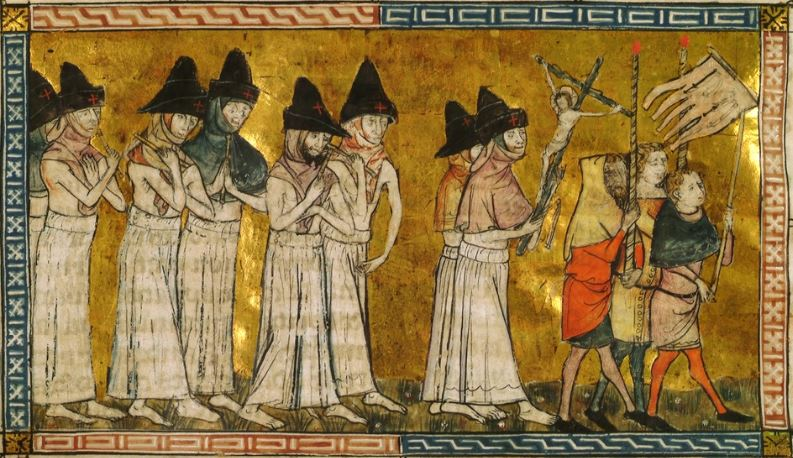
Flagellanten. Die Ankunft einer Gruppe von Flagellanten führte häufig zu Gewalt gegen die jüdische Gemeinde. (Miniatur von Pierart dou Tielt im Tractatus quartus von Gilles Li Muisis).

Die Zeit bis 1349 war bereits von Spannungen zwischen Juden und Christen geprägt. Neben Vorwürfen wie Hostienfrevel und Ritualmordlegenden waren die Juden als Wucherer nach der christlichen Lehre verhasst.
Der schon im Vorfeld häufige Vorwurf der Brunnenvergiftung kam nun verstärkt auf. Den Juden wurde vorgeworfen, so die Pest ausgelöst zu haben. Es kam auch die Idee auf, dass durch die Pest Gott die Christen straft, da sie Juden in ihren Städten akzeptieren.
Welche Rolle die Laienbewegung der Flagellanten gespielt hat und ob sie die Bevölkerung der Städte aufgestachelt haben, ist in der neueren Forschung umstritten. Da die Situation in den einzelnen Städten sehr unterschiedlich war, ist eine pauschale Beurteilung der Flagellanten nicht möglich.

## Ausbreitung
Die Vorwürfe und damit auch die Pogrome dehnten sich – ähnlich wie die Pest – von den Mittelmeerhäfen im Süden nach Norden aus. Zunächst kam es zu Pogromen in Frankreich, vor allem um Genf. Im November 1348 erreichte die Pogromwelle mit Solothurn die erste deutschsprachige Stadt. Anfang 1349 wurden in Basel (9. Januar), Freiburg im Breisgau und Feldkirch (21. Januar) Juden verbrannt. Am 14. Februar wurden in Straßburg 2.000 der ansässigen Juden ermordet. Die Pogrome breiteten sich weiter im Rheinland aus. Die jüdischen Gemeinden der Städte Speyer (22. Januar), Zürich (23. Februar), Erfurt (21. März), Worms, Mainz, Koblenz, Köln (23./24. August), Brüssel (1. November) und Trier wurden vernichtet. Mindestens 562 Menschen starben bei dem Judenpogrom in Nürnberg am 5. Dezember, was das Ende eines der großen Zentren jüdischen Lebens im Reich bedeutete. In Königsberg fand noch im Februar 1351 ein Pogrom statt.
Mit dem Ende der Pestpogrome waren alle damals bedeutenden jüdischen Gemeinden auf dem Gebiet des späteren Deutschland ausgelöscht.

## Akteure

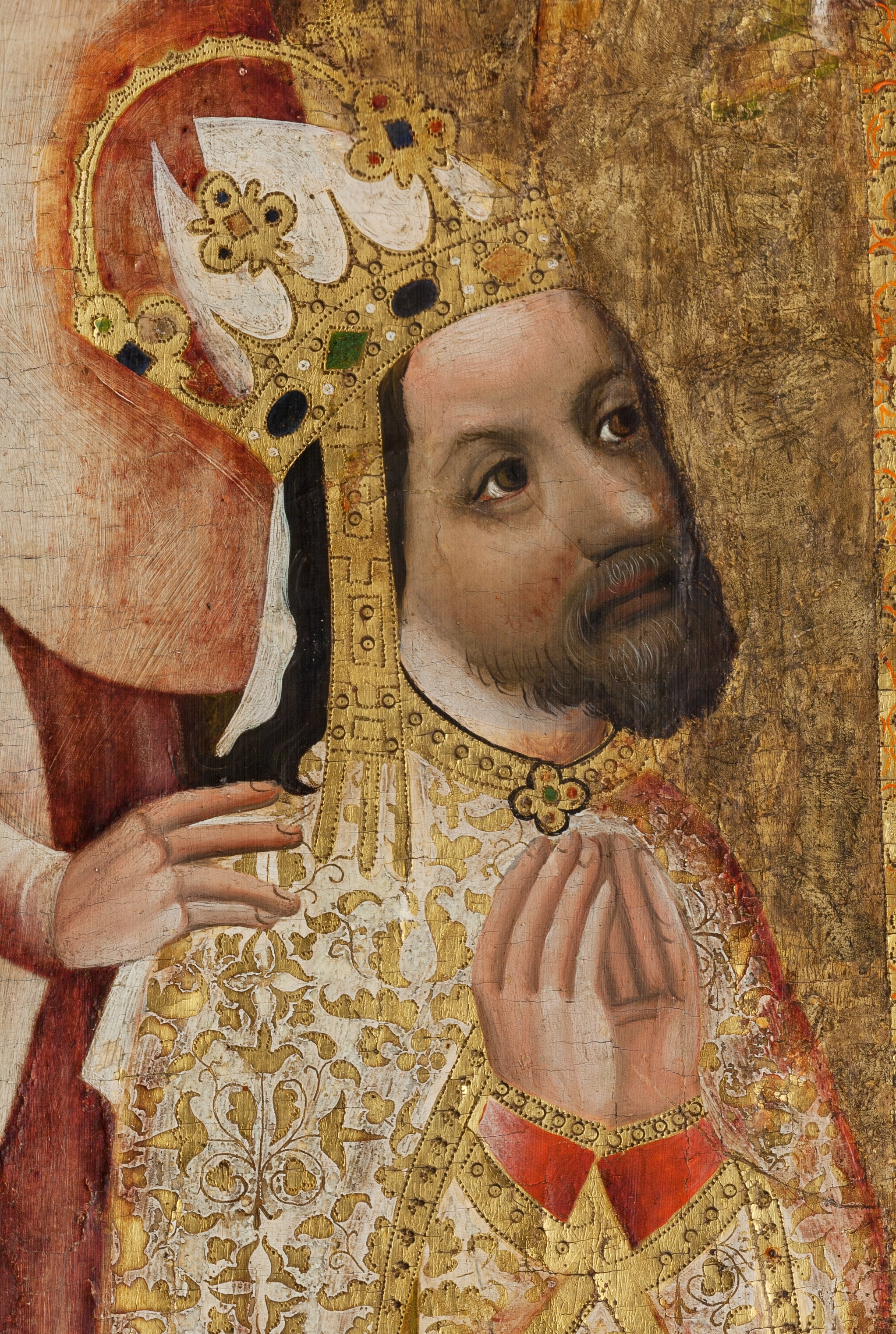
Kaiser Karl IV. (HRR) auf dem Votivbild des Erzbischofs Johann Očko von Wlaschim.

Die Hauptakteure waren Bürger und Zünfte, der Klerus dagegen hielt sich zurück. Die regionalen Fürsten, die eigentlich den Judenschutz sichern sollten, reagierten zurückhaltend.
Papst Clemens VI. versuchte durch das Verbot, Juden ohne Gerichtsverfahren hinzurichten, spontane Gewaltausbrüche zu verhindern. Er argumentierte, dass auch die Juden von der Pest betroffen seien und auch Orte, in denen keine Juden wohnen, von ihr heimgesucht würden. Sein Eingreifen hatte nur in Avignon Auswirkungen. Tatsächlich kam es auch zu Gerichtsverfahren gegen ganze Judengemeinden, in denen allerdings auch „Geständnisse“ durch Folter erzwungen wurden.
Karl IV., der 1355 auch die Kaiserkrone des Heiligen Römischen Reiches Deutscher Nation erwarb, spielte eine unrühmliche Rolle bei den Judenverfolgungen der Jahre 1348 bis 1350: Um seine Schulden zu tilgen, verpfändete er das königliche Judenregal, unter anderem an Frankfurt. Es wurde gar geregelt, was mit dem Besitz von Juden zu geschehen habe, und Straffreiheit zugesichert, falls „die Juden daselbst nächstens erschlagen“ würden (Frankfurter Urkunden vom 23., 25., 27. und 28. Juni 1349, bezogen auf Nürnberg, Rothenburg ob der Tauber und Frankfurt). In der Reichsstadt Nürnberg, neben Prag Karls bevorzugte Residenz, genehmigte er die Errichtung des neuen Hauptmarkts auf dem Gelände des Judenviertels, dessen mehr als 500 Einwohner wurden ermordet. Über den Trümmern der Synagoge entstand die von ihm gestiftete Marienkirche. Durch die rasche Erteilung solcher Freibriefe, zum Teil vor den Verfolgungen, machte sich Kaiser Karl IV. selbst zum Mittäter.
Herzog Albrecht II. von Österreich konnte in seinem Regierungsbereich Pogrome verhindern. Pfalzgraf Ruprecht I. gewährte Flüchtlingen aus Speyer und Worms Schutz. In Spanien rettete Peter IV. von Aragón die Juden vor größeren Ausschreitungen, in Polen leistete Kasimir III. dasselbe.

## Folgezeit

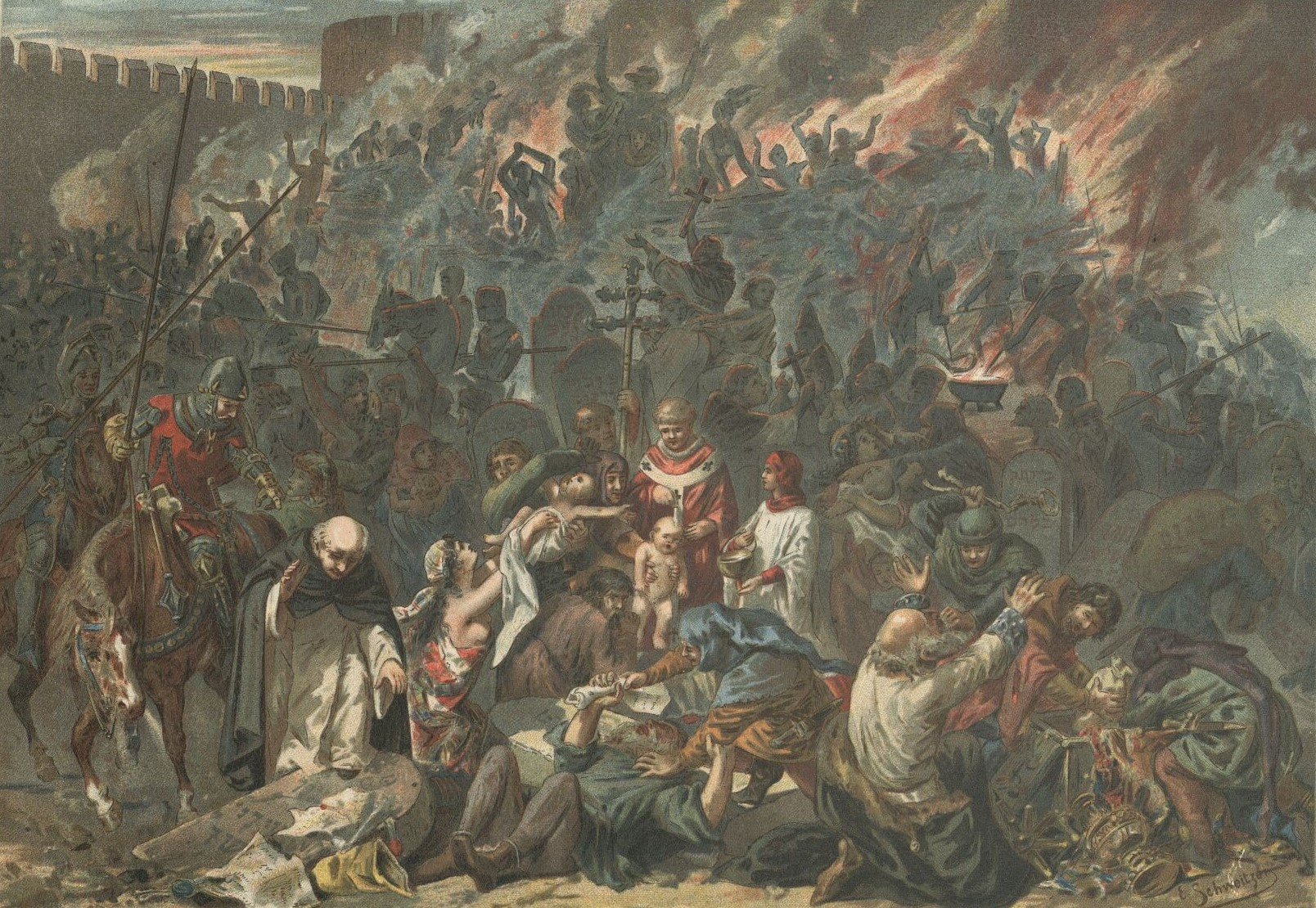
Judenpogrom in Straßburg 1349 (Émile Schweitzer, 1894)

Im Nachhinein wurden viele der Pestpogrome zu spontanen Aufständen verklärt, gegen die man nichts habe unternehmen können. In Köln versuchten die Schuldigen, die Ausschreitungen auf Fremde und die Angehörigen der unteren Schichten zu schieben. Die Hinterlassenschaften der Juden wurden gegen Zahlung der jährlichen Steuern, die eigentlich die Juden hätten bezahlen müssen, an die Städte übergeben.
In vielen Städten durften sich Juden nach einer gewissen Zeit wieder ansiedeln.